# 五個小孩的大叔
《五個小孩的大叔》（英語：5 Kids And A Bloke）是香港電視廣播有限公司製作的環保資訊節目，全節目共四集。本節目於2016年10月2日起逢星期日晚上20:00-20:30於翡翠台播出，並於myTV提供節目重溫，其後在2025年7月19日起逢星期六下午14:20-15:25重播（連播兩集）。

## 每集內容
| 集數 | 播映日期 | 主題                      |
| 1    | 10月2日  | 光污染嚴重超標的旺角區    |
| 2    | 10月9日  | 遍佈垃圾的城門郊野公園    |
| 3    | 10月16日 | 體驗有機農耕 反思坪輋發展 |
| 4    | 10月23日 | 末日體驗之旅              |

## 獎項
- 第22屆亞洲電視大獎

| 獎項             | 獲奬單位       |
| ---------------- | -------------- |
| 「最佳兒童節目」 | 五個小孩的大叔 |

## 外部連結
- 無綫電視節目網頁 - 五個小孩的大叔（页面存档备份，存于）
- 慘遭五個小孩玩殘　洪永城被爆暱稱詩詠做Baby（页面存档备份，存于）